# 서울용곡초등학교
서울용곡초등학교(서울龍谷初等學校)는 대한민국 서울특별시 광진구에 있는 공립 초등학교이다.

## 학교 연혁
- 1978년 2월 13일: 초대 김태종 교장 부임
- 1978년 2월 22일: 서울능동국민학교로 설립인가
- 1978년 3월 2일: 개학(서울 용마, 중곡교에서 분리수업)
- 1978년 3월 8일: 서울용곡국민학교로 교명변경
- 1978년 3월 22일: 신축교사로 이전(중곡4동 76-1)
- 1978년 5월 4일: 개교식 거행
- 1996년 3월 1일: 서울용곡초등학교로 교명 개칭

## 참고 자료
- 서울용곡초등학교 - 한국교육학술정보원 학교알리미